# ريجنالد بالارد
ريجنالد بالارد (بالإنجليزية: Reginald Ballard)‏ هو ممثل أمريكي، ولد في 20 فبراير 1962 في غالفستون في الولايات المتحدة.

## وصلات خارجية
- ريجنالد بالارد على موقع IMDb (الإنجليزية)
- ريجنالد بالارد على موقع قاعدة بيانات الفيلم (الإنجليزية)